# Wingene
Wingene és un municipi belga de la província de Flandes Occidental a la regió de Flandes. És regat pel Rivierbeek, un afluent del canal Gant-Bruges.

## Seccions
| #            | Nom                                    | Superfície (km²) | Població (01/01/2007) |
| ------------ | -------------------------------------- | ---------------- | --------------------- |
| I (III) (IV) | Wingene -Wingene -Sint-Jan -Wildenburg |                  | 7.951                 |
| II (V)       | Zwevezele -Zwevezele -Hille            |                  | 5.378                 |

## Localització

Mapa de Wingene

| - a. Ruddervoorde (Oostkamp) - b. Hertsberge (Oostkamp) - c. Beernem - d. Ruiselede - e. Schuiferskapelle (Tielt) - f. Tielt - h. Egem (Pittem) - h. Koolskamp (Ardooie) - i. Lichtervelde |